# بوريس غاغانيلوف
بوريس غاغانيلوف (بالبلغارية: Борис Гаганелов)‏ مواليد 7 أكتوبر 1941 في بيتريتش، هو لاعب كرة قدم بلغاري دولي سابق كان يلعب في مركز الدفاع. سبق له أن لعب في كأس العالم لكرة القدم مع منتخب بلاده في مونديال عام 1966.

## المسيرة الاحترافية

### أندية لعب لها
- سسكا صوفيا

## روابط خارجية
- بوريس غاغانيلوف على موقع الاتحاد الدولي (مؤرشف)  (الإنجليزية)
- بوريس غاغانيلوف على موقع قاعدة بيانات كرة القدم.إي يو (الإنجليزية)
- بوريس غاغانيلوف على موقع ناشيونال فوتبول تيمز (الإنجليزية)